# Mauneluk
La rivière Mauneluk est un cours d'eau d'Alaska, aux États-Unis situé dans le borough de Northwest Arctic. C'est un affluent de la rivière Kobuk.

## Description
Longue de 50 milles (80 km), elle prend sa source dans les montagnes Schwatka et coule en direction du  sud-ouest pour rejoindre la rivière Kobuk à 23 milles (37 km) de Shungnak.
Son nom eskimo, Mau-ne-luk, a été référencé en 1885 par le lieutenant Stoney de l'U.S.Navy.

## Sources
- (en) « Mauneluk », Geographic Names Information System